# Felix Gall
Felix Gall (Nußdorf-Debant, 27 februari 1998) is een Oostenrijks wielrenner.

## Carrière
In 2015 werd Gall wereldkampioen op de weg bij de junioren.
Begin 2016 trainde hij mee met Klein Constantia, de opleidingsploeg van Etixx-Quick Step. Op een trainingskamp in het Spaanse Calp onderging hij inspanningstests en volgde hij trainingen. Vanaf 2017 reed Gall voor team Sunweb (later Team DSM). In 2021 kondigde hij zijn overstap aan naar AG2R Citroën, waar hij een tweejarig contract tekende.
Zijn eerste professionele zege behaalde Gall in de Ronde van Zwitserland van 2023, hij won hier de vierde etappe. Twintig kilometer voor de finish ging hij in de aanval en behield zijn voorsprong tot de finish. Niet veel later wist hij zijn eerste etappezege in een grote ronde te behalen. Hij won de zeventiende etappe in de Ronde van Frankrijk 2023.

## Overwinningen
2015
 Oostenrijks kampioen op de weg, Junioren
 Wereldkampioen op de weg, Junioren
2016
Trofeo Guido Dorigo
2018
Jongerenklassement Ronde van Savoie-Mont Blanc
 Oostenrijks kampioen op de weg, beloften
2019
2e etappe Istrian Spring Trophy
Eindklassement Istrian Spring Trophy
2023
4e etappe Ronde van Zwitserland
17e etappe Ronde van Frankrijk

## Resultaten in voornaamste wedstrijden
| Jaar | Ronde van Italië | Ronde van Frankrijk | Ronde van Spanje |
| ---- | ---------------- | ------------------- | ---------------- |
| 2020 |                  |                     |                  |
| 2021 |                  |                     |                  |
| 2022 | 50e              |                     |                  |
| 2023 |                  | 8e (1)              |                  |
| 2024 |                  | 14e                 | 29e              |
| 2025 |                  | 5e                  |                  |

| Jaar | Luik-Bast.‑Luik | Ronde van Lombardije | Waalse Pijl | Clásica San Sebastián |  | WK op de weg |
| ---- | --------------- | -------------------- | ----------- | --------------------- |  | ------------ |
| 2020 |                 |                      | opgave      |                       |  | opgave       |
| 2021 |                 |                      |             |                       |  |              |
| 2022 |                 | opgave               |             |                       |  | 97e          |
| 2023 |                 | 80e                  |             | 20e                   |  |              |
| 2024 | 47e             |                      |             |                       |  | opgave       |
| 2025 |                 |                      |             |                       |  |              |

### Resultaten in kleinere rondes
| Jaar | Parijs-Nice | Tirreno-Adriatico | Ronde van het Baskenland | Ronde van Romandië | Critérium du Dauphiné | Ronde van Zwitserland | Ronde van Polen |
| ---- | ----------- | ----------------- | ------------------------ | ------------------ | --------------------- | --------------------- | --------------- |
| 2020 |             |                   |                          |                    |                       |                       |                 |
| 2021 |             |                   | 85e                      | 32e                | 22e                   |                       |                 |
| 2022 |             |                   | 12e                      |                    |                       |                       | 15e             |
| 2023 |             | 16e               | 10e                      |                    |                       | 8e (1)                |                 |
| 2024 | 9e          |                   | opgave                   |                    |                       |                       |                 |
| 2025 | 18e         |                   |                          |                    |                       | 4e                    |                 |

(*) tussen haakjes aantal individuele etappeoverwinningen

## Ploegen
- 2017 –  Development Team Sunweb
- 2018 –  Development Team Sunweb
- 2019 –  Development Team Sunweb
- 2020 –  Team Sunweb
- 2021 –  Team DSM
- 2022 –  AG2R Citroën Team
- 2023 –  AG2R Citroën Team
- 2024 –  Decathlon AG2R La Mondiale Team
- 2025 –  Decathlon AG2R La Mondiale Team

Bétouigt-Suire · Eekhoff · Gall · Goos · Gressier · Kanter · Mobach · Nieuwenhuis · Rohde · Salmon · Stork · Zepuntke
Eekhoff · Gall · Heinschke · Hirschi · Kanter · Märkl · Mobach · Nieuwenhuis · Salmon · Stork · Tu · Vanoverberghe
Arensman (vanaf 1 juli) · Arndt · Benoot · Bol · Dainese · Denz · Donovan · Eekhoff · Gall · Haga · Hamilton · Hindley · Hirschi · Kanter · Kelderman · A. Kragh Andersen · S. Kragh Andersen · Matthews · Nieuwenhuis · Oomen · Pedersen · Power · Roche · Salmon · Storer · Stork · Sütterlin · Tusveld · Van Wilder · Vermaerke (stagiair)
Arensman · Arndt · Bardet · Benoot · Bol · Brenner · Combaud · Dainese · Denz · Donovan · Eekhoff · Gall · Haga · Hamilton · Hindley · Kanter · A. Kragh Andersen · S. Kragh Andersen · Leknessund · Markl · Nieuwenhuis · Pedersen · Roche · Salmon · Storer · Stork · Sütterlin · Tusveld · Vermaerke · Van Wilder
Berthet · Bouchard · Calmejane · Champoussin · Cherel · Cosnefroy · Dewulf · Gall · Godon · Hänninen ·  Jullien · Jungels · Lapeira · L. Naesen · O. Naesen · O'Connor · A. Paret-Peintre · V. Paret-Peintre · Peters · Prodhomme · Raugel · Retailleau (vanaf 1/8) · Sarreau · Schär · Touzé · Van Avermaet · Van Hoecke · Vendrame · Venturini · Warbasse · Delphis (stagiair) · Gautherat (stagiair) · Tronchon (stagiair)
Baudin · Berthet · Bonnamour · Bouchard · Cherel · Cosnefroy · Dewulf · Gall · Gautherat · Godon · Hänninen · Labrosse (Vanaf 1/8) ·  Lapeira · L. Naesen · O. Naesen · O'Connor · A. Paret-Peintre · V. Paret-Peintre · Peters · Prodhomme · Raugel · Retailleau · Sarreau · Schär · Touzé · Tronchon · Van Avermaet · Vendrame · Venturini · Warbasse · Chaussinand (stagiair) · Veistroffer (stagiair) · Verschuren (stagiair)
Armirail · Baudin · Bennett · Berthet · Boasson Hagen · Bonnamour (tot 25/3) · Bouchard · Cosnefroy · De Bondt · De Pestel · Dewulf · Gall · Gautherat · Godon · Hänninen · Labrosse · Lafay ·  Lapeira · Naesen · O'Connor · A. Paret-Peintre · V. Paret-Peintre · Peters · Pollefliet · Prodhomme · Retailleau · Touzé · Tronchon · Vendrame · Warbasse